# Aplidium hortulus
Aplidium hortulus is een zakpijpensoort uit de familie van de Polyclinidae. De wetenschappelijke naam van de soort is voor het eerst geldig gepubliceerd in 2007 door Brunetti.